# Омета-Інстер

Логотип СК «ОМЕТА-Інстер»

Омета-Інстер — страхова компанія, структуний підрозділ концерну «Омета-XXI сторіччя».

## Історія виникнення
У 1991 робітники заводу “Єлектроприлад” Іван Сахар та Ігор Кожевін Вирішили утворрити свою компанію. Статутний фонд спочатку становив усього 100 тис. рублів, з яких 75 % були оплачені зі сторони Івана Сахара. Першою вдалою значною угодою стало страхування ешелону з іномарками, котрий слідував з Владивостоку у Київ. Страхова сума становила мільйон рублів, тариф — 4 % (40 тис. рублів).
Пізніше до СК «Омета-Інстер» приєднався Григорій Суркіс, який вніс до статутного фонду значні кошти, збільшивши його до 1 млн рублів та ставши основним акціонером.

## Структура управління
- Голова спостережної ради — Григорій Суркіс.
- Заступник голови спостережної ради — Богдан Губський.
- Віцепрезидент — Баран Ігор Юрійович

## Філії та представництва
У багатьох обласних центрах, практично в кожній області України були створені дочірні підприємства, філії та представництва СК «Омета -Інстер», котрі поширювали різні страхові продукти компанії та інші цінні папери концерну «Омета».

## Діяльність
На початку свого виникнення страхова компанія «Омета-інстер» займалася різними видами страхування життя та пенсійного страхування громадян, страхування майна, тощо. Було укладено угоду про перестрахування ризиків із відомою британською страховою компанією «Ллойд».

## Припинення діяльності
У жовтні 1995 року контрольний пакет акцій ЗАТ «Омета-інстер» у розмірі 82,4 % купує компанія «Укрнафта». Після чого страхову компанію перейменовують на ЗАТ «Омета-Укрнафта».
У грудні 1996 року компанія «Омета-Укрнафта» реформується в ЗАТ «Українська нафтогазова страхова компанія» (скорочено — СК «Укрнафтогаз»), причому у новій компанії «Укрнафта» вже володіла 97-ма відсотками статутного капіталу.
Офіси компанії в Києві зачинені, а реєстри вкладників і страхові внески громадян за програмою довгострокового пенсійного страхування знищені власником контрольного пакету акцій у 1993 році.